# 차량 오디오

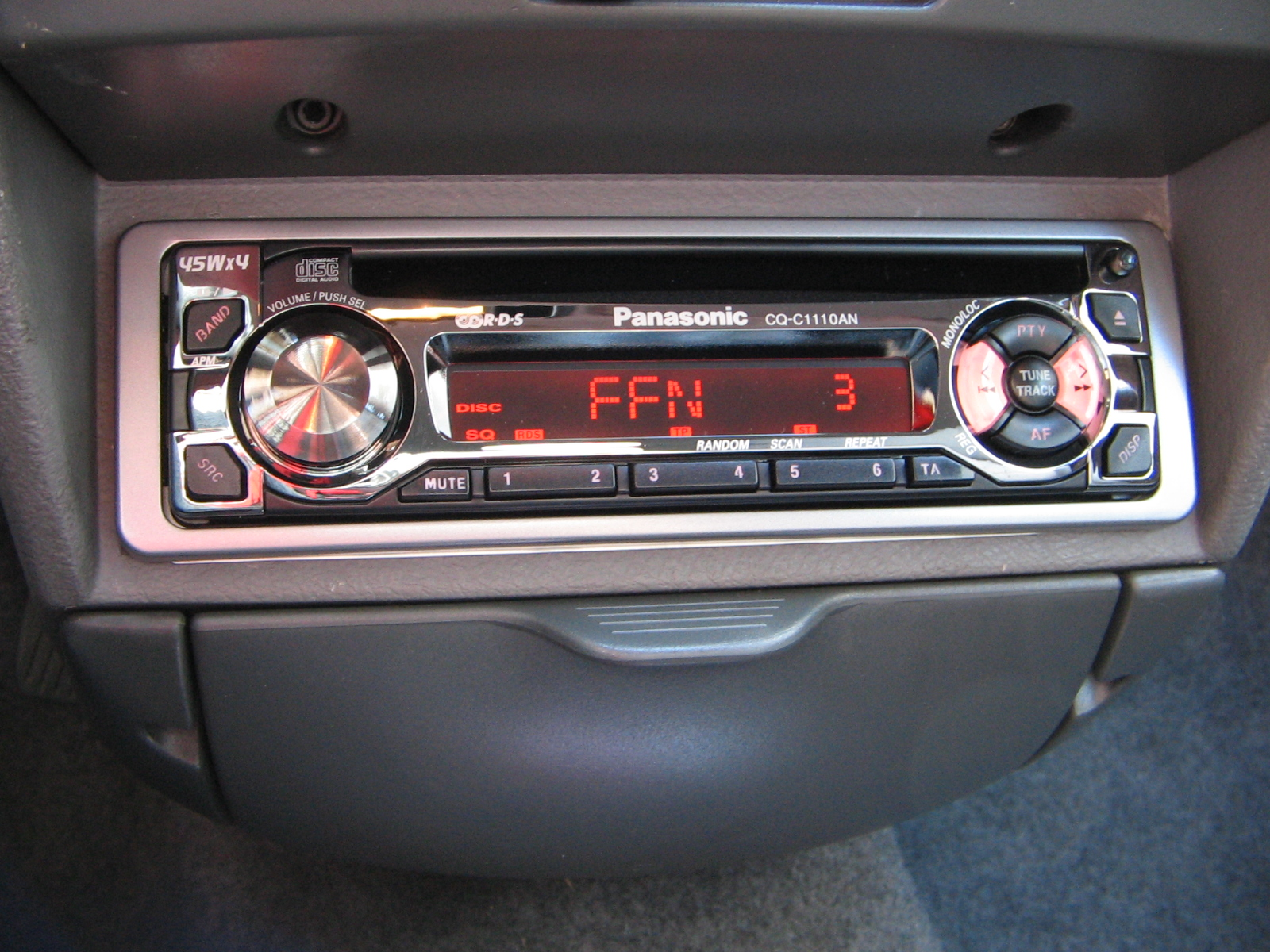

차량 오디오 또는 카라디오(car radio)는 차내 탑승자에게 차내 엔터테인먼트와 정보를 제공하기 위해 자동차나 기타 차량에 설치된 장비이다. 1950년대까지 단순한 AM 라디오로 구성되었다. 그 뒤로 FM 라디오(1952년), 8트랙 테이프 플레이어, 카세트 플레이어, 레코드 플레이어, CD 플레이어(1984년), DVD 플레이어, 블루레이 플레이어, 내비게이션 시스템, 블루투스 전화 연동, 스마트폰 컨트롤러(카플레이, 안드로이드 오토)가 포함되었다.